# The Hawk Is Howling
A The Hawk Is Howling a Mogwai hatodik stúdióalbuma, amelyet 2008. szeptember 22-én adott ki a Wall of Sound az Egyesült Királyságban, a Play It Again Sam Európában és a Matador Records az Amerikai Egyesült Államokban, valamint 27-én a Spunk Records Ausztráliában.
Ez az első lemezük, amelyen egyáltalán nem szerepel ének.
A THe Hawk Is Howling a brit albumlista 35. és a Billboard 200 97. helyét érte el.
A kibővített kiadáson szerepel a Vincent Moon és Teresa Eggers által rendezett Adelia, I Want To Love: A Film About Mogwai című dokumentumfilm, valamint a „Batcat” dal Dominic Hallstone által rendezett klipje és a Fernando Alberto Mena Rojas által készített Batcat Animation animációs kisfilm.

## Történet
Az album producere Andy Miller; a felvételre a hamiltoni Chem19 Studiosban került sor; a keverést 2007 szeptembere és 2008 márciusa között Garaeth Jones végezte a glasgow-i Castle of Doom Studiosban. Tíz év óta ez az első lemez, amelynek elkészültében Miller részt vett (az előző a No Education = No Future (Fuck the Curfew) album volt, amikor a Small Children in the Background dalt vette fel).
A zenekar a 2008 áprilisában a glasgow-i Tramwayben megrendezett Triptych Festivalon számos új kompozíciót mutatott be.

## Számlista
Az összes dal szerzője a Mogwai. 
| 1.    | I'm Jim Morrison, I'm Dead                   | 6:46 |
| 2.    | Batcat                                       | 5:23 |
| 3.    | Danphe and the Brain                         | 5:18 |
| 4.    | Local Authority                              | 4:15 |
| 5.    | The Sun Smells Too Loud                      | 6:58 |
| 6.    | Kings Meadow                                 | 4:42 |
| 7.    | I Love You, I'm Going to Blow Up Your School | 7:33 |
| 8.    | Scotland's Shame                             | 8:00 |
| 9.    | Thank You Space Expert                       | 7:55 |
| 10.   | The Precipice                                | 6:42 |
| 63:29 |                                              |      |

## Közreműködők

### Mogwai
- Stuart Braithwaite – gitár
- Dominic Aitchison – basszusgitár
- Martin Bulloch – dob
- Barry Burns – gitár, billentyűk
- John Cummings – gitár

### Gyártás
- James Aparicio – hangtechnikus
- Nadia Bradley – fotók és grafika
- Tony Doogan, Andi Whitelock – felvétel
- Gareth Jones – keverés
- Andy Miller – producer

## Fordítás
Ez a szócikk részben vagy egészben  a   The Hawk Is Howling című angol Wikipédia-szócikk ezen változatának fordításán alapul.  Az eredeti cikk szerkesztőit annak laptörténete sorolja fel. Ez a jelzés csupán a megfogalmazás eredetét és a szerzői jogokat jelzi, nem szolgál a cikkben szereplő információk forrásmegjelöléseként.